# Gaston Albert Joseph Marie Moisson de Vaux Saint Cyr
Gaston Albert Joseph Marie Moisson de Vaux Saint Cyr (* 18. Dezember 1875 in Livorno; † 5. August 1953 in La Ciotat) war ein französischer Diplomat.

## Leben
Gaston Albert Joseph Marie de Vaux studierte an der École libre des sciences politiques, an der er zum Doktor der Rechte promoviert wurde.
Er trat 1901 in den Auswärtigen Dienst ein und wurde 1903 Attaché in Berlin. 1905 war er Gesandtschaftssekretär in Athen, 1910 in Mexiko-Stadt, wo er 1911 Geschäftsträger wurde. 1912 war er Geschäftsträger in Lima und 1913 Gesandter in Stockholm. Von 1918 bis 1919 war er Leiter der Gesandtschaft in Christiania, dem heutigen Oslo. 1919 wurde er zum Gesandtschaftssekretär erster Klasse befördert und an das alliierte Hochkommissariat nach Konstantinopel versetzt. 1920 wurde er Generalkonsul in Stuttgart und 1923 war er in derselben Funktion in Warschau. Von 1926 bis 1929 war er außerordentlicher Gesandter und Ministre plénipotentiaire in Durrës, Albanien.